# Экстремальная любовь
Экстремальная любовь (итал. Amorestremo) — итальянский фильм 2001 года режиссёра Марии Мартинелли, эротический детектив, снятый по мотивам романа 1996 года «Раб и госпожа» итальянской писательницы Клаудии Сальватори. Единственный художественный фильм режиссёра Марии Мартинелли. Фильм назван критикой «триллером с улицы красных фонарей», в том числе ввиду наличия в нём большого количества эротических сцен и участия известного порноактёра Рокко Сиффреди. Фильм в английском дубляже с русскими субтитрами (под названием «Опасное секс-свидание» / The D@ngerous Sex Date) трижды показан в Москве во внеконкурсной программе 24-го Московского международного кинофестиваля в 2002 году.

## Сюжет
«Призрак», полицейский-мазохист, и Ксения, библиотекарь с садистскими наклонностями, зарегистрированы на одном и том же сайте знакомств. Оба, желая расширить свой опыт экстремального секса, знакомятся в сети и договариваются о встрече, во время которой дают волю всем своим фантазиям. Проснувшись после страстной ночи, Ксения обнаруживает Призрака на том же месте, где он был ночью: голым и привязанным к стойке, одна лишь проблема — парень мёртв. Ксения, не в состоянии точно вспомнить, что произошло, пытается убежать, чтобы не быть обвинённой в убийстве, однако её выслеживает лучший друг Призрака — Сильвер, желающий найти убийцу. Ксения и Сильвер решают сотрудничать и погружаются в тёмный мир эротических извращений, чтобы восстановить картину преступления.

## Производство
- Продюсер — Гальяно Джусо
- Авторы сценария — Клаудио дель Пунта, Мария Мартинелли, Клаудия Сальватори
- Оператор — Федерико Шлаттер
- Композиторы — Пивио, Альдо де Скальци
- Художник по костюмам — Франческа Пароди
- Режиссёр монтажа — Алессио Дольоне
- Художник-постановщик — Алессандро Роза

В ролях: Рокко Сиффреди (Сильвер), Стефания Бонафеде (Ксения), Давиде Девенуто (Призрак), Пьетро Бонтемпо, Альберто Алеманно, Лоретта Росси Стюарт, Пьетро Рагуза.